# Longhu (köping i Kina, Guangxi)
Longhu (kinesiska: 龙湖镇, 龙湖) är en köping i Kina. Den ligger i den autonoma regionen Guangxi, i den södra delen av landet, omkring 310 kilometer öster om regionhuvudstaden Nanning. Antalet invånare är 11977. Befolkningen består av 5 888 kvinnor och 6 089 män. Barn under 15 år utgör 19,0 %, vuxna 15-64 år 70 %, och äldre över 65 år 9,0 %.
Genomsnittlig årsnederbörd är 2 157 millimeter. Den regnigaste månaden är maj, med i genomsnitt 341 mm nederbörd, och den torraste är februari, med 39 mm nederbörd.